# Max Ring

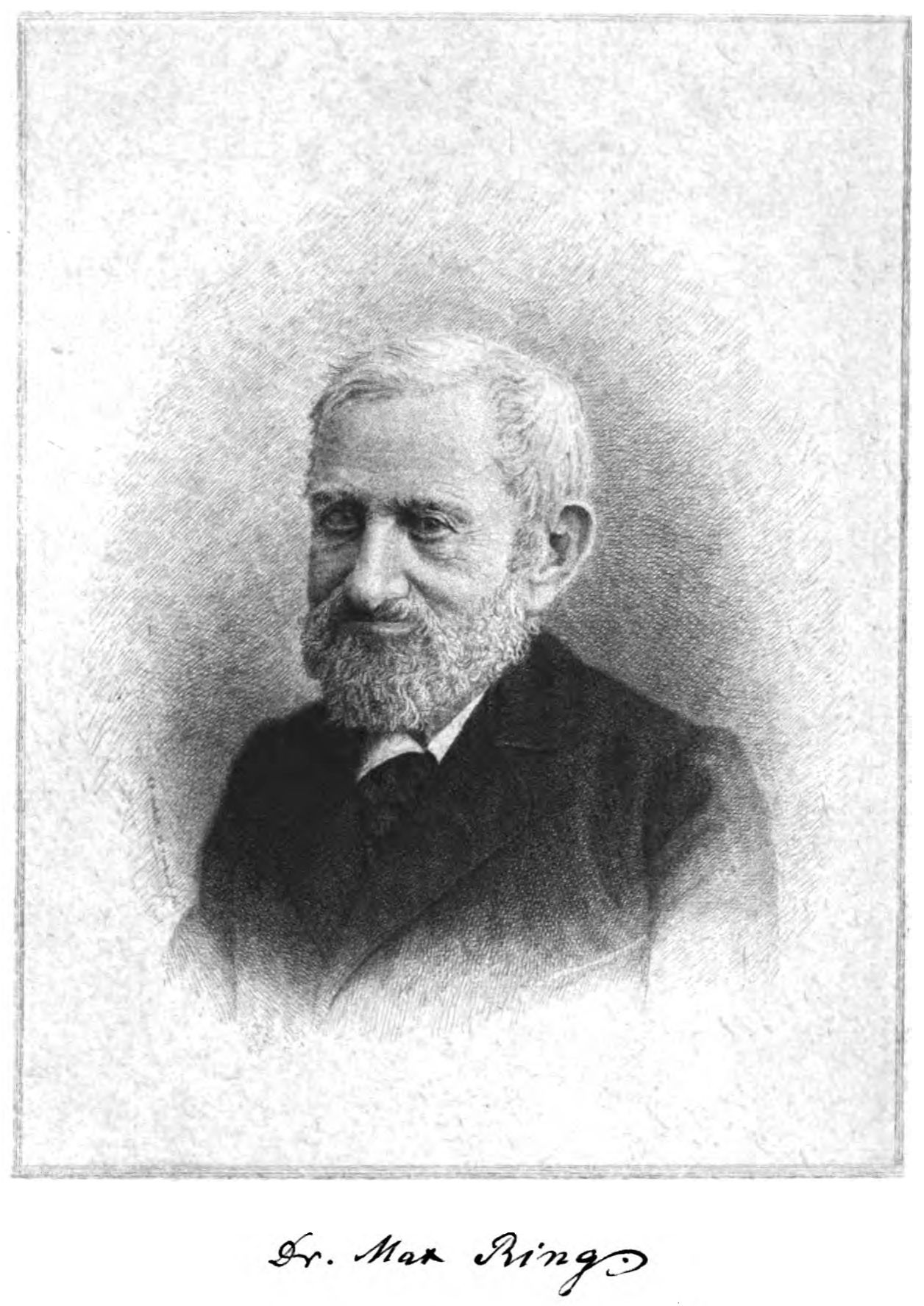
Max Ring

Max (eigentlich Marcus) Ring (* 4. August 1817 in Zauditz; † 28. März 1901 in Berlin) war ein deutscher Arzt, Journalist und Schriftsteller.

## Leben
Max Ring war Sohn eines Landwirts, Viktor Ring, im schlesischen Zauditz (heute Sudice) bei Ratibor (heute Racibórz), der auch eine Brauerei und eine Brennerei betrieb. Im Alter von nur 14 Wochen verlor Ring seine Mutter Sarah Ring, geborene Friedländer, die ihm eine reiche Hausbibliothek hinterließ. Ring verbrachte seine Kindheit in Zauditz, erhielt Unterricht bei einem Hauslehrer, besuchte in Gleiwitz die jüdische Gemeindeschule, in Oppeln und Ratibor das Gymnasium, legte 1834 das Abitur ab und studierte seit 1836 an der Universität in Breslau Medizin. Zur Vollendung seiner medizinischen Studien ging er 1838 mit seinem Jugendfreund Ludwig Traube nach Berlin, wo er mit kritischen jungen Intellektuellen wie Moritz Carrière, Karl Grün und Heinrich Bernhard Oppenheim verkehrte. Empfehlungsschreiben aus seiner Heimat öffneten ihm die Häuser arrivierter Gelehrter wie Eduard Gans oder Leopold Zunz. Großen Eindruck machte auf Ring Bettina von Arnim, die er ebenfalls kennenlernte. Als Autor debütierte Ring 1839 mit einem Band Gedichte, den er gemeinsam mit seinem Freund Moritz Fränkel herausgab.
Am 7. August 1839 promovierte Ring an der Berliner Universität und wurde, da sein Vater inzwischen verstorben war und er für seinen Lebensunterhalt selbst aufkommen musste, praktischer Arzt – zunächst in Pleß (heute Pszczyna), später in Gleiwitz. Während der Revolution 1848 beteiligte sich Ring als überzeugter Demokrat an der politischen Bewegung, wurde in Gleiwitz deswegen mit einem antisemitischen Pamphlet attackiert und ging nach Breslau, wo er nebenher auch als Journalist tätig war. 1849 erschien sein erster Roman Berlin und Breslau, in dem Ring die Revolutionsereignisse verarbeitet. 1850 wechselte er nach Berlin, wo er schnell Anschluss an literarische Kreise fand. So verkehrte er im Salon von Clara Mundt, lernte hier Theodor Mundt, Karl Gutzkow und Theodor Mügge kennen, wurde Hausarzt von Karl August Varnhagen von Ense und auch in dessen Haus ein gern gesehener Gast. Ring trat am 28. März 1852 dem Berliner literarischen Verein „Tunnel über der Spree“ bei und war hier bis 1863 aktiv. Sein Vereinsname im „Tunnel“ war ‚Zinzendorf‘. Ferner war Ring 1862 Gründungsmitglied des ins Leben gerufenen Vereins Berliner Presse. Seit Anfang der 1850er Jahre war Ring als Romancier, Erzähler, Kritiker und Feuilletonist unausgesetzt literarisch tätig. Auch als Bühnenautor trat er hervor, schrieb Dramen, Possen und Lustspiele, von denen etliche auf der Berliner Hofbühne aufgeführt wurden. 1856 heiratete er Elvira Heymann (1833–1906), Tochter des Berliner Verlegers Carl Heymann, gab 1857 seine ärztliche Praxis auf und widmete sich ausschließlich seiner schriftstellerischen Arbeit. Ring arbeitete für zahlreiche Tageszeitungen – darunter die Vossische Zeitung – und für Zeitschriften, war jahrelang ein Hauptmitarbeiter der Gartenlaube, für die er zahlreiche Feuilletonartikel aus dem Berliner Stadt- und Kulturleben verfasste. Berlin verließ er selten und unternahm nur wenige längere Reisen nach Österreich, der Schweiz und nach Oberitalien. Gegen Ende des Jahres 1900 verlieh ihm der König von Preußen ehrenhalber den Professorentitel.
Ring, der seit 1850 in Berlin mehrfach umgezogen war, wohnte in den letzten drei Jahrzehnten seines Lebens in der Potsdamer Straße: Seit 1872 im Haus Nr. 40 (zwischen Lützow- und Steglitzer Straße), seit 1877 im Haus Nr. 52 zwischen Kurfürstenstraße und Bülowstraße. Hier starb er am 28. März 1901. Bestattet wurde er am 31. März 1901 auf dem Jüdischen Friedhof Schönhauser Allee. Die Grabrede hielt sein Freund und Schriftstellerkollege Robert Schweichel.
Während die lyrischen, erzählerischen und dramatischen Werke Rings nach seinem Tod schnell in Vergessenheit gerieten, so haben seine Arbeiten über Berlin – Skizzen, Feuilletons, ortskundliche und stadtgeschichtliche Bücher – bis heute einen kulturhistorisch bedeutsamen Wert bewahren können. Sein umfassendes Buch Die deutsche Kaiserstadt Berlin wurde 1987 nachgedruckt und erschien sowohl in Ost- als auch in Westdeutschland. Einen wertvollen Beitrag für die Literatur- und Kulturgeschichte des 19. Jahrhunderts – besonders für die Berliner Literaturgeschichte – bieten seine 1898 erschienenen Erinnerungen.

## Werke (Auswahl)
- Gedichte. Leipzig, 1839 (mit Moritz Fränkel)
- De Typho Abdominali, Berlin 1840 (Diss.; Digitalisat)
- Revolution. Breslau, 1848. (Gedicht)
- Berlin und Breslau. 1847–1849. Roman. 2 Bde., Breslau, 1849
- Die Genfer. Trauerspiel in 5 Akten. Breslau, 1850
- Die Kinder Gottes. Roman. 3 Bde. Breslau, 1851
- Der große Kurfürst und der Schöppenmeister. Historischer Roman aus Preußens Vergangenheit. 3 Bde. Breslau, 1852
- Stadtgeschichten. 4 Bde. Berlin, 1852
- Aus dem Tagebuches eines Berliner Arztes. Berlin, 1856
- Hinter den Coulissen. Humoristische Skizzen aus der Theaterwelt. Berlin, 1857
- John Milton und seine Zeit. Historischer Roman. Frankfurt a. M., 1857
- Berliner Kirchhöfe. In: Die Gartenlaube. Beiblatt zum illustrirten Barbier / Die Gartenlaube. Illustrirtes Familienblatt, Heft 51/1857, S. 701–704 (online bei ANNO).
- Rosenkreuzer und Illuminaten. Historischer Roman aus dem 18. Jahrhundert. 4 Bde. Berlin, 1861
- Vaterländische Geschichten. 2 Bde. Berlin, 1862
- Neue Stadtgeschichten. 2 Bde. Berlin, 1865
- Ein verlorenes Geschlecht. 6 Bde. Berlin, 1867
- Lorbeer und Cypresse. Literaturbilder. Berlin, 1869 (Darin u. a. über Johann Christian Günther, Moses Mendelssohn, Heinrich von Kleist, Friedrich Hölderlin)
- Götzen und Götter. Roman. 4 Bde. Berlin, 1870
- In der Schweiz. Reisebilder und Novellen. 2 Bde. Leipzig, 1870
- Die Weltgeschichte ist das Weltgericht. Louis Napoleon Bonaparte. Berlin, 1870
- Carl Sand und seine Freunde. Roman aus der Zeit der alten Burschenschaft. 4 Bde. Berlin, 1873
- David Kalisch, der Vater des Kladderadatsch und Begründer der Berliner Lokalposse. Berlin, 1873, urn:nbn:de:kobv:109-1-12895519.
- Der Kleinstädter in Berlin. 2 Bde. Berlin, 1873
- Unfehlbar. Zeitroman. 4 Bde. Jena, 1874
- Der große Krach. Roman. 4 Bde. Jena, 1875
- Neue Stadtgeschichten. 3 Bde. Leipzig, 1876
- Das Haus Hillel. Historischer Roman aus der Zeit der Zerstörung Jerusalems. 3 Bde. Berlin, 1879
- Die Frauenverschwörung, zweiaktige Operette, Musik von Gustav Hinrichs, unter Hernahme des Stoffs des Lustspiels von Arthur Müller Die Verschwörung der Frauen oder Die Preußen in Berlin von 1858, 1886[4]
- Berliner Leben. Kulturstudien und Sittenbilder. Leipzig, 1882, urn:nbn:de:kobv:109-1-13949317.
- Berliner Kinder. Roman. 3 Bde. Berlin, 1883
- Die deutsche Kaiserstadt Berlin und ihre Umgebung. 2 Bde. Leipzig, 1883–1884
- Die Spiritisten. Erzählung. Berlin, 1885
- Erinnerungen. 2 Bde. Berlin, 1898

## Briefe
- Briefe von Berthold Auerbach an Max Ring. Mitgetheilt von Dr. Adolph Kohut. In: Allgemeine Zeitung des Judenthums Jg. 61, Nr. 32, 6. August 1897, S. 378–379 (Web-Ressource); Nr. 35, 27. August 1897, S. 416–419 (Web-Ressource).